# Berkarrat
Berkarrat – wieś w Armenii, w prowincji Aragacotn. W 2011 roku liczyła 795 mieszkańców.